# Gemeenschap van goederen
Gemeenschap van goederen is een begrip dat algemeen bekend is uit het Nederlands huwelijksvermogensrecht, in juridische zin wordt er echter elke goederengemeenschap mee bedoeld die kan bestaan, daaronder een nalatenschap met meerdere erfgenamen. In het huwelijksvermogensrecht wordt er de wettelijke regeling mee bedoeld die van rechtswege geldt voor het vermogen van de partners als men in het huwelijk treedt of een geregistreerd partnerschap aangaat, neergelegd in art. 94 van Boek 1 van het Burgerlijk Wetboek. Gemeenschap in het algemeen is geregeld in Boek 3 van het Burgerlijk Wetboek, de huwelijksgemeenschap in Boek 1, voor de huwelijksgemeenschap gelden ook de algemene regels uit het vermogensrecht (Titel 7 Boek 3), daaronder de regeling voor het beheer van de gemeenschap (art. 3:170 BW).
De regeling van het huwelijksvermogensrecht is per 1 januari 2018 ingrijpend veranderd, tot die datum vloeide al het privévermogen van de echtgenoten wat er voor het huwelijk was vanaf het ogenblik van voltrekking van het huwelijk door de ambtenaar van de burgerlijke stand samen in de wettelijke gemeenschap van goederen en tussen geregistreerde partners vanaf de registratie, voor zover zij daarvan niet voorafgaand aan het huwelijk of geregistreerd partnerschap bij huwelijkse voorwaarden van waren afgeweken. Door het huwelijk of de partnerregistratie werden alle bezittingen en schulden gemeenschappelijk, ook ondernemingsvermogen of een ontvangen schenking of erfenis, tenzij er een schenkingsakte of testament was met een uitsluitingsclausule, met enkele wettelijk geregelde uitzonderingen. Ook alles wat staande huwelijk en partnerschap werd verkregen vloeide automatisch in de gemeenschap.
De nieuwe wet wijzigde de situatie zo, dat het privévermogen dat vóór de huwelijkssluiting bestond niet meer in de wettelijke gemeenschap van goederen vloeit, het blijft privé-vermogen. Alles wat na sluiting van het huwelijk of geregistreerd partnerschap aan vermogen en schulden worden verworven, valt wel automatisch in de gemeenschap. De wettelijke regeling kan opzij worden geschoven met huwelijkse voorwaarden. De wijziging is niet van toepassing op tot en met 2017 gesloten huwelijken.
De (aanstaande) echtgenoten of geregistreerd partners kunnen afwijken van de wettelijke regels door het onderling maken van afwijkende afspraken en deze vast te laten leggen bij een notaris, de zogenaamde huwelijkse voorwaarden.

## Aard van de huwelijksgemeenschap
Traditioneel wordt de huwelijksgemeenschap van goederen gezien als een perfecte en volledige gezamenlijke eigendom. Anders dan bij een normaal mede-eigendom, waarbij eenieder slechts recht heeft op een aandeel in een goed, zijn beiden tot het geheel gerechtigd, onder respectering van het overeenkomende recht van de ander. Een aandeel van een echtgenote zou vallen in haar privévermogen: bij de gemeenschap is er een afgescheiden vermogen zonder aandelen dat in zijn totaliteit aan beiden toekomt. Ook traditioneel werd dit systeem echter al als onzuiver beschouwd door het feit dat het bestuur over een goed slechts toekwam aan de echtgenoot die het goed in de gemeenschap had laten vallen. Tot 1957 was alleen de mannelijke huwelijkspartner zelfstandig gerechtigd tot het beheer en kon de vrouwelijke partner niet zelfstandig beschikken.
In 1992 werd een nieuw Burgerlijk Wetboek ingevoerd dat in zijn algehele systematiek slecht aansloot bij de traditionele interpretatie. Omdat beide echtgenoten gelijkelijk gerechtigd zijn en hun recht dus even sterk is, zou men ook kunnen zeggen dat in hogere zin de helft aan ieder toekomt en dat zij in die zin "recht hebben op de helft", iets wat in bewoording sterk aansluit bij een "aandeel van een helft".
Na invoer van het nieuwe BW is het in onder rechtsgeleerden gebruikelijk geworden het taalgebruik in deze zin aan te passen en zo aansluiting te vinden bij de wetssystematiek. Dit betekent echter niet dat er substantieel iets is veranderd. Het verschil met een echt aandeel van een helft wordt bijvoorbeeld duidelijk door het verschil in rechtsgevolg van een handeling van een echtgenoot ten aanzien van het goed als die het goed teniet doet gaan. Eet een echtgenoot bij mede-eigendom de gezamenlijke banaan op, dan is de eter de andere echtgenoot de waarde van een halve banaan verschuldigd: er ontstaat dus een vergoedingsrecht.
Dit is niet zo bij de gemeenschap van goederen: de andere echtgenoot moge in hogere zin recht hebben op de helft van de banaan, hij kan geen vergoeding vorderen omdat de traditionele interpretatie dat de eter tot het geheel gerechtigd is de relevante rechtstoestand weergeeft.

## Omvang van de gemeenschap
In de gemeenschap vallen alle tegenwoordige en toekomstige goederen van ieder van de echtgenoten. Hoewel de huwelijksgemeenschap ook 'gemeenschap van goederen' en 'huwelijksgoederengemeenschap' wordt genoemd, betreft het ook schulden, deze moeten door de gemeenschap gedragen worden.
Niet in de gemeenschap vallen:
- geërfde of geschonken goederen waarvan door de erflater of schenker bepaald is dat zij buiten de gemeenschap vallen
- het recht van vruchtgebruik op (delen van) de nalatenschap waarvan door een langstlevende echtgenoot vanwege artikelen 4:29 en 4:30 BW de vestiging gevorderd kan worden jegens de erfgenamen van de overleden echtgenoot.
- goederen en schulden die aan een van de echtgenoten op een bijzondere wijze verknocht zijn, voor zover die verknochtheid zich tegen het in de gemeenschap vallen verzet.
- pensioenrechten (deze worden wel verevend, maar via de Wet verevening pensioenrechten bij scheiding)

Indien een schuld aangegaan door een bepaalde echtgenoot in de gemeenschap is gevallen, kan de schuldeiser zich ook op de eigen goederen van die echtgenoot, die niet in de gemeenschap vallen, verhalen: als bijvoorbeeld een echtgenoot geld verschuldigd is aan een derde, en deze schuld betreft een gemeenschapsschuld, dan kan die derde ook de eigen goederen der betrokken echtgenoot uitwinnen. De echtgenoot verkrijgt in dat laatste geval wel een vorderingsrecht op de gemeenschap, de zogenaamde réprise.
Omgekeerd kan een schuldeiser, indien een schuld van een van de echtgenoten niet in de gemeenschap valt, zich ook op de gemeenschapsgoederen verhalen. De gemeenschap verkrijgt in dat geval een vorderingsrecht, de récompense, op de echtgenoot-schuldenaar: als bijvoorbeeld een man en zijn echtgenote in gemeenschap van goederen getrouwd zijn, kan bijvoorbeeld een schuldeiser van de man zich ook verhalen op goederen uit de gemeenschap.
Voor de schuldeiser maakt het dus niet uit of een schuld een gemeenschapsschuld is of niet: in beide gevallen kan hij zich verhalen op het eigen vermogen van de echtgenoot die de schuld heeft aangegaan en op de gemeenschap.
Het is echter niet mogelijk een eigen schuld van de ene echtgenoot te verhalen op het eigen vermogen van de andere.

### Breukdelengemeenschap
De normale huwelijksgemeenschap komt voor gelijke delen toe aan beide partners. Art. 94 lid 2 BW bepaalt onder meer dat, behoudens bepaalde uitzonderingen, de gemeenschap vanaf het huwelijk zonder huwelijkse voorwaarden, wat haar baten betreft, alle goederen omvat die reeds vóór de aanvang van de gemeenschap aan de echtgenoten gezamenlijk toebehoorden. Dit zou kunnen betekenen dat een ongelijke verdeling voor het huwelijk, bijvoorbeeld met betrekking tot de gezamenlijke woning, vanaf het huwelijk een gelijke verdeling wordt. Een rechter kan ook oordelen dat er een leemte in de wet is die via redelijkheid en billijkheid opgevuld moet worden in de geest van de wet. Voor partners die er zeker van willen zijn dat een ongelijke eigendomsverhouding ook na hun huwelijk in stand blijft, zijn huwelijkse voorwaarden nodig.
Bij huwelijkse voorwaarden kan ook een andere verdeling worden afgesproken, bijvoorbeeld 70% voor de een, 30% voor de ander. Dit wordt meestal gedaan om te proberen belasting te besparen in het zicht van overlijden van een van de partners. Is er sprake van een andere verdeling dan 50/50, wordt dat een breukdelengemeenschap genoemd. In de rechtspraak is nog niet uitgemaakt of op deze manier belasting aan de gemeenschap kan worden onttrokken.

## Ontbinding van de gemeenschap
Art. 1:99 BW bepaalt dat de huwelijksgemeenschap wordt ontbonden door:
- overlijden van een van de echtgenoten
- het indienen van een verzoekschrift tot echtscheiding of ontbinding van het geregistreerd partnerschap bij de rechtbank;
- een scheiding van tafel en bed;
- een beschikking die de gemeenschap opheft;
- een opheffing bij latere huwelijkse voorwaarden.

'Ontbonden' betekent niet dat die niet meer bestaat, maar dat er niets meer bijkomt of afgaat. Bij de latere verdeling, waarbij een akte van verdeling wordt opgemaakt, houdt de gemeenschap op te bestaan.
Hierna hebben beide echtgenoten ieder recht op de helft van de voormalige huwelijksgemeenschap; voor die tijd zijn zij beiden tot het geheel gerechtigd. Bij overlijden van één echtgenoot, zijn de erfgenamen deelgenoten met de langstlevende in een ontbonden gemeenschap die eerst verdeeld moet worden voordat de nalatenschap verdeeld kan worden. Bij de verdeling bestaat in beginsel geen speciaal recht op de bij huwelijk aangebrachte goederen, maar een uitzondering kan worden gemaakt voor kleding, sieraden en familiestukken.
Een deelgenoot kan te allen tijde verdeling van de gemeenschappelijke goederen vorderen.
Schuldeisers van vóór de ontbinding kunnen zich op deze gehele gemeenschap blijven verhalen, zolang deze niet verdeeld is. Zij hebben daarbij voorrang op schuldeisers van ná de ontbinding en kunnen zich daarom ter bescherming van hun verhaalsrecht tegen de verdeling verzetten. Schuldeisers van na de ontbinding kunnen zich alleen verhalen op de helft, het aandeel van de echtgenoot die de schuld is aangegaan. Voor de verdeling kunnen zij dit pas doen met toestemming van alle deelgenoten. Zij hebben daarom het recht die verdeling te vorderen.

## Wetswijziging 2012
Het Nederlands huwelijksvermogensstelsel was internationaal gezien vrij zeldzaam en was afgeleid van het oude recht van het graafschap Holland. Na jarenlange voorbereiding trad op 1 januari 2012 de Wet van 18 april 2011 tot wijziging van de titels 6, 7 en 8 van Boek 1 van het Burgerlijk Wetboek (aanpassing wettelijke gemeenschap van goederen) (Staatsblad 2011, 205) in werking. Het wetsvoorstel daartoe heeft ruim acht jaar in de kast gelegen. Titel 7 (de wettelijke gemeenschap van goederen) is ingrijpend veranderd, doch niet zo ingrijpend als aanvankelijk beoogd (zie Kamerstukken II, 2002/03, 28 867, nr. 1/2). De wetgever heeft het woord "algehele" in "algehele gemeenschap van goederen" laten vallen. De belangrijkste wijzigingen zijn de volgende:
- De vruchten van goederen die door middel van een uitsluitingsclausule buiten de gemeenschap worden gehouden vallen automatisch ook niet meer in de gemeenschap (zie het nieuwe art. 1:94 lid 4); onder het recht dat tot 2012 gold moest de erflater of schenker die een uitsluitingsclausule maakt uitdrukkelijk vermelden dat vruchten ook niet in de gemeenschap behoren te vallen;
- Beide echtgenoten worden bestuursbevoegd ten aanzien van in de gemeenschap vallende goederen; in de tekst van art. 1:97 BW die tot 2012 gold was alleen de echtgenoot van wiens zijde een goed in gemeenschap is gevallen bestuursbevoegd;
- Na ontbinding van de gemeenschap (art. 1:99 BW) blijft het privévermogen van elke echtgenoot afgeschermd voor uitwinning door schuldeisers ten behoeve van gemeenschapsschulden (zie de vernieuwde tweede zin van art. 1:102 BW). Slechts datgene wat een der echtgenoten heeft verkregen als gevolg van de ontbinding van de gemeenschap is vatbaar voor verhaal; onder het huidige recht kunnen schuldeisers ook privévermogen uitwinnen ten behoeve van gemeenschapsschulden.

Titel 8, betreffende de huwelijkse voorwaarden, is eveneens op enkele punten gewijzigd. Zo is art. 1:119 BW vervallen, zodat men niet meer naar de rechtbank hoeft voor goedkeuring van huwelijkse voorwaarden die men tijdens het huwelijk maakt of wijzigt. Daarnaast zijn de in de praktijk nauwelijks gebruikte gemeenschap van vruchten en inkomsten en gemeenschap van winst en verlies (art. 1:123 tot en met 128 BW) verdwenen.

### Vergoedingsrechten: beleggingsleer
Onder de oude wetgeving en jurisprudentie gold de zogenaamde regel van nominale vergoeding als een van beide partners uit afgezonderd eigen vermogen zoals een erfenis met uitsluitingsclausule in een gemeenschappelijk goed had geïnvesteerd. De invoering van de wettelijke regeling per 2012 zorgde ervoor dat vergoedingsrechten worden vermeerderd met eventuele waardestijgingen of -dalingen. Dit wordt de zogenaamde beleggingsleer genoemd.

## Wetswijziging 2018
Op 1 januari 2018 trad een andere wet in werking die het huwelijksvermogensstelsel ingrijpend veranderde: de Wet van 24 april 2017 tot wijziging van Boek 1 van het Burgerlijk Wetboek en de Faillissementswet teneinde de omvang van de wettelijke gemeenschap van goederen te beperken. Een eerste poging werd gedaan met een in 2003 ingediend wetsvoorstel, maar de paragraaf over de beperkte gemeenschap strandde in 2008. Op 14 juli 2014 werd een initiatiefwetsvoorstel ingediend dat uiteindelijk met twee stemmen verschil door de Eerste Kamer werd aangenomen.
Deze wet wijzigde onder meer Boek 1 van het Nederlandse Burgerlijk Wetboek zo, dat het privévermogen dat vóór de huwelijkssluiting bestond niet meer in de wettelijke gemeenschap van goederen vloeit, het blijft privé-vermogen. Alles wat na sluiting van het huwelijk of geregistreerd partnerschap aan vermogen en schulden wordt verworven, valt wel automatisch in de gemeenschap. Uitzonderingen daarop zijn erfenissen, schenkingen of verknochte goederen, zoals een letselschade-uitkering.
De wijziging heeft geen terugwerkende kracht en werkt 'ex nunc', dat betekent dat de regels van de wet niet van toepassing zijn op tot en met 31 december 2017 gesloten huwelijken. Voor sommige bruidsparen kan de behoefte aan huwelijkse voorwaarden door de wetswijziging zijn komen te vervallen.
Vanaf 1 januari 2018 kan men alleen nog in algehele gemeenschap van goederen trouwen als dit onderling wordt afgesproken, de wettelijke regeling kan opzij worden geschoven met huwelijkse voorwaarden. Was een woning voorafgaand aan het huwelijk eigendom van een van de twee partners, blijft dat zo, tenzij het in huwelijkse voorwaarden anders wordt geregeld. Hetzelfde geldt voor schulden, daaronder een hypotheek op de eigen woning en een studieschuld.
Dit geldt op voorwaarde dat het Nederlandse recht van toepassing is, dat kan anders zijn wanneer een of beide partners een andere nationaliteit heeft of het paar direct na het huwelijk in het buitenland gaat wonen. Het toepasselijk recht kan bij huwelijkse voorwaarden worden geregeld.

### Drie vermogens, vergoedingsrechten en uitwinning
Onder het huidige recht is na huwelijkssluiting in de regel sprake van drie vermogens. De partners moeten voor elk vermogen een boekhouding bijhouden, zodat in geval van echtscheiding of overlijden kan worden nagegaan welke bezittingen en schulden bij welk vermogen horen. Als geld uit een van de twee privé-vermogens is geïnvesteerd in een gemeenschappelijk goed, kan sprake zijn van het ontstaan van vergoedingsrechten. Bij een voorhuwelijkse onderneming dient een redelijke vergoeding voor kennis, vaardigheden en arbeid als vergoeding te worden voldaan aan de gemeenschap.
Als een schuld die is aangegaan voor het huwelijk niet kan worden terugbetaald door de betreffende partner, kan de geldgever beslag leggen op een goed uit de gemeenschap en dat te gelde maken. De geldgever moet dan wel de helft van de verkoopopbrengst aan de andere partner uitbetalen.

### Fiscale aspecten
De staatssecretaris van Financiën heeft verklaard dat een huwelijk niet is bedoeld om fiscaal vriendelijk met vermogensbestanddelen te kunnen schuiven, maar gericht is op het aangaan van een liefdevolle verbintenis. Om die reden heeft de Belastingdienst regels verbonden aan het al dan niet gemeenschappelijk maken van vermogensbestanddelen. Als niet aan deze regels wordt voldaan is sprake van een belaste schenking. Het uitgangspunt is dat er géén sprake is van een schenking als vermogen door het aangaan van een huwelijk gemeenschappelijk wordt.

### Uitsluitingsclausule in testament
Vanaf 1 januari 2018 is het maken van een uitsluitingsclausule door een erflater vaak niet meer nodig. Er kan wel een insluitingsclausule of gemeenschapsclausule worden gemaakt indien iemand wil dat de partner van de erfgenaam ook erft.

### Scheiding
Bij een scheiding wordt alleen het vermogen dat behoort tot de beperkte gemeenschap van goederen gedeeld, helfte bij helfte. Erfrechtelijke verkrijgingen en giften blijven automatisch buiten de gemeenschap van goederen. Al het voorhuwelijkse vermogen dat eigendom is van een van beide echtgenoten, blijft buiten de verdeling.